# Bjørn Skaare
Bjørn «Botta» Skaare (født 29. oktober 1958 i Oslo, død 21. juni 1989) var en norsk ishockey spiller. Han er kendt for at være den første nordmand, der blev udarbejdet af en klub i National Hockey League (NHL) og den første nordmand, der spillede et NHL-spil.
Han voksede op på Kalbakken i Groruddalen i Oslo. Skaare døde i en bilulykke i Kristinehamn i 1989.

## Kluber
- Furuset IF
- Färjestad
- Kansas City Red Wings (farmarlag)
- Detroit Red Wings (1 match)
- Klagenfurt
- Tulsa Oilers i "the Central Hockey League "
- Bergen/Djerv

## Eksterne links
- Bjørn Skaares profil på Sports-Reference OL-resultater (arkiveret) (engelsk)
- Bjørn Skaares profil på Olympedia (engelsk)
- Bjørn Skaares profil hos NHL.com (engelsk)
- Bjørn Skaares profil på Eurohockey.com (engelsk)
- Bjørn Skaares profil på Hockeydb.com (engelsk)
- Bjørn Skaares profil hos Hockey-Reference.com (engelsk)
- Bjørn Skaares profil på Eliteprospects.com (engelsk)
- 963LcdqPlnI  Historie om «Botta på YouTube}
- Norske NHL-poster
- Norskfødte spillere udarbejdet af NHL-hold